# Райки (усадьба)

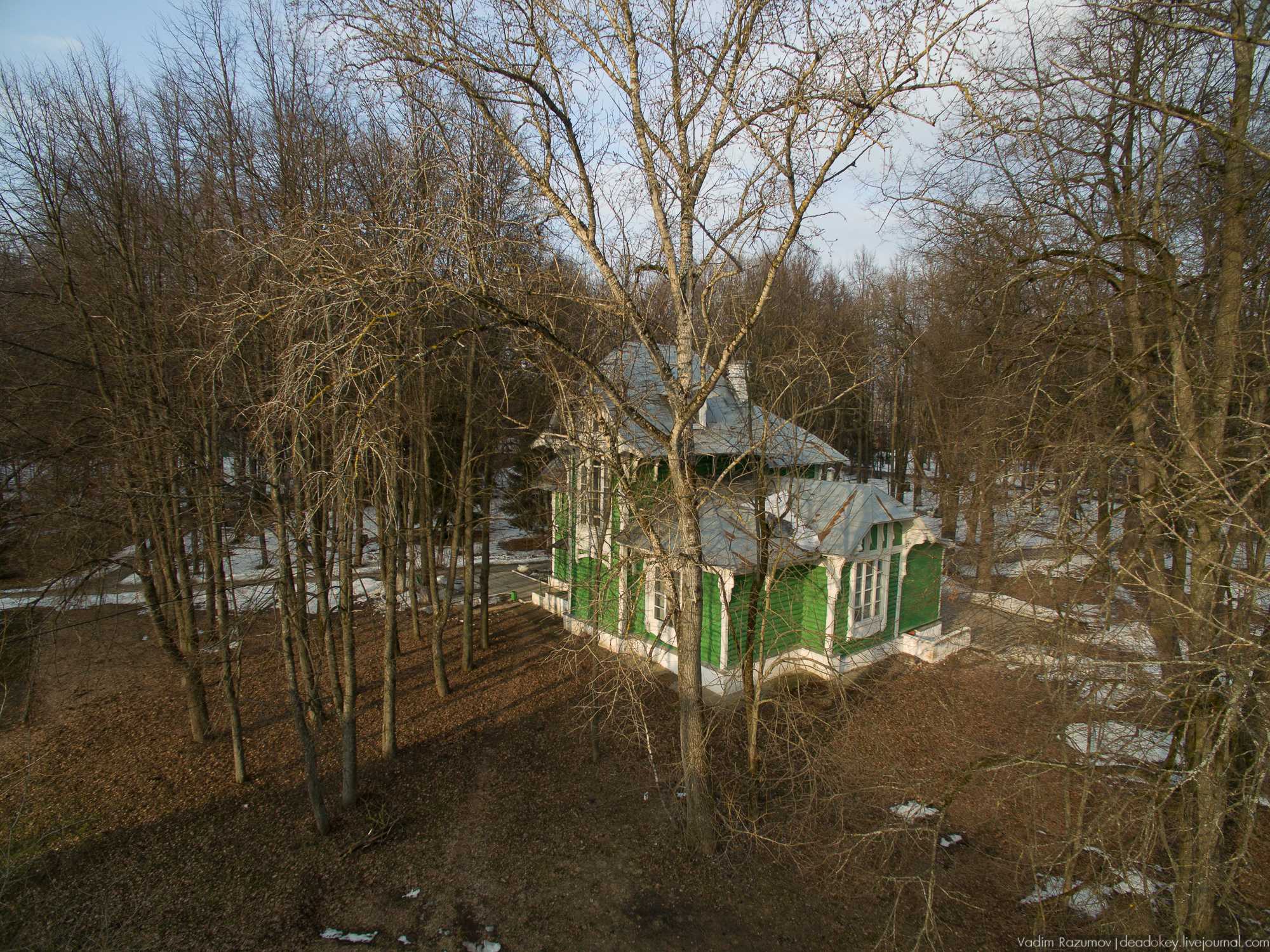
«Финский» домик

Райки — усадьба, расположенная в поселке Юность Щелковского района Московской области.

## История
По легенде усадьба Райки получила такое название когда императрица Екатерина II, проезжая мимо этих мест, назвала их «райскими». С 1811 года усадьбой владели Давыдовы, с 1852 года перешла во владение помещика Аггей Абаза. С 1890 года она была собственностью фабрикантов Кондрашевых, последним владельцем был золотопромышленник И. И. Некрасов. В XIX—XX веках по проекту архитектора Л. Н. Кекушева было построено множество зданий в стиле модерн, в том числе главный дом с восьмигранной башней. В 1996 году случился пожар в котором сгорели главный деревянный двухэтажный усадебный дом и башня. В парке был построен жилой дом, и «Американский» домик в стиле фахверк. Он имеет два этажа и мансарду. Отделка фасада выполнена из мрамора, крыша из марсельской черепицы. В 1991 году вышла книга посвященная творчеству Б. Л. Пастернака из которой известно что в 1907—1909 годах в усадьбе отдыхала семья писателя.
В советское время в усадьбе жил сподвижник Сталина Министр иностранных дел СССР В. М. Молотов. Также здесь жил врач Л. Г. Левин со своей семьёй.
Сохранились двухэтажный дом и «Американский» домик, парк из смешанных пород деревьев и кустарников, скульптуры и обелиск начала XX века, посвященный собаке Некрасова. На территории усадьбы в настоящее время расположен пансионат «Юность». Усадебные сооружения XIX века не сохранились. В 1970—1980 гг. был построен современный жилой корпус.